# (8986) Kineyayasuyo
(8986) Kineyayasuyo (1978 VN2) – planetoida z pasa głównego asteroid okrążająca Słońce w ciągu 5,44 lat w średniej odległości 3,09 au Odkryta 1 listopada 1978.